# Mejovo (Bolxaia Murtà)
|  | Per a altres significats, vegeu «Mejovo». |

Mejovo (en rus: Межово) és un poble del krai de Krasnoiarsk, a Rússia, segons el cens del 2010 tenia 555 habitants. Pertany al districte municipal de Bolxaia Murtà.